# فرودگاه هنینگسواگ والان
فرودگاه هنینگسواگ والان (به انگلیسی: Honningsvåg Airport, Valan) (به زبان بومی: Honningsvåg lufthavn, Valan) یک فرودگاه همگانی مسافربری با کد یاتا HVG است که یک باند فرود آسفالت دارد و طول باند آن ۸۸۰ متر است. این فرودگاه در کشور نروژ قرار دارد و در ارتفاع ۱۳ متری از سطح دریا واقع شده‌است.

## شرکت‌های هواپیمایی و مقصدهای پروازی
| شرکت‌های هواپیمایی | مقصدهای پروازی                        |
| ----------------- | ------------------------------------- |
| ویدروئه           | برلواگ، هامرفست، کرکنس، مهامن، ترومسا |